# Callitriche cribrosa
Callitriche cribrosa är en grobladsväxtart som beskrevs av Schotsman. Callitriche cribrosa ingår i släktet lånkar, och familjen grobladsväxter. Inga underarter finns listade i Catalogue of Life.